# Italie au Concours Eurovision de la chanson 1969
L'Italie a participé au Concours Eurovision de la chanson 1969 le 29 mars à Madrid, en Espagne. C'est la 14e participation italienne au Concours Eurovision de la chanson.
Le pays est représenté par la chanteuse Iva Zanicchi et la chanson Due grosse lacrime bianche, sélectionnées en interne par la RAI.

## Sélection

### Sélection interne
Le radiodiffuseur italien, la Radiotelevisione Italiana (RAI, « Radio-télévision italienne »), sélectionne en interne l'artiste et la chanson représentant l'Italie au Concours Eurovision de la chanson 1969.
La RAI, sélectionne l'un des vainqueurs du Festival de Sanremo 1969 comme artiste et la chanson interprétée par l'artiste en interne.
| Ordre | Interprète   | Chanson                    | Langue  | Traduction |
| ----- | ------------ | -------------------------- | ------- | ---------- |
| 1     | Iva Zanicchi | Due grosse lacrime bianche | Italien | –          |

Lors de cette sélection interne, c'est la chanson Due grosse lacrime bianche, interprétée par Iva Zanicchi, qui fut choisie. À l'Eurovision, l'interprète est accompagné de Ezio Leoni (en) comme chef d'orchestre.

## À l'Eurovision
Chaque pays a un jury de dix personnes. Chaque juré attribue un point à sa chanson préférée.

### Points attribués par l'Italie
| 4 points | Monaco               |
| 3 points | Pays-Bas Royaume-Uni |

### Points attribués à l'Italie
| 10 points | 9 points | 8 points | 7 points | 6 points                                               |
| --------- | -------- | -------- | -------- | ------------------------------------------------------ |
|           |          |          |          |                                                        |
| 5 points  | 4 points | 3 points | 2 points | 1 point                                                |
|           |          |          |          | - Finlande - Irlande - Monaco - Portugal - Yougoslavie |

Iva Zanicchi interprète Due grosse lacrime bianche en sixième position, suivant l'Irlande et précédant le Royaume-Uni, l'un des quatre pays gagnants de 1969.
Au terme du vote final, l'Italie termine 13e — à égalité avec la Yougoslavie — sur 16 pays, ayant obtenu 5 points au total, provenant de quatre pays ayant attribué chacun un point à l'Italie,.